# ABC星空ワイド
『ABC星空ワイド』（エービーシーほしぞらワイド）は、朝日放送ラジオで1982年4月5日から1983年10月7日まで放送されていた平日夜のラジオワイド番組。
本項では、この前身番組でパーソナリティが同一であった『ABCラジオ10』（エービーシーラジオテン、1981年10月5日 - 1982年4月2日）についても説明。

## 概要
当時の朝日放送ラジオの夜10時台（22時台）は、直前のABCナイター（現・ABCフレッシュアップベースボール）から23:00スタートであった夜ワイド番組『ABCヤングリクエスト』（ヤンリク）にダイレクトにリスナーをつなぎ、同じ22:00スタートであった『MBSヤングタウン』（毎日放送）への対抗策的な枠であった。この枠でのワイド番組は1974年4月8日にスタートした『フリータイム1010 ハイッ!浜村淳ですABC』に続き、1978年10月3日スタートの『とべとべヤングABC』（とべヤン）と続いていたが、そのとべヤンが1979年10月5日で終了した後は再び10分番組が6本ほど並ぶ枠となってワイド番組が消滅。
『ABCラジオ10』としてスタートした本番組はそのとべヤン以来2年ぶりに設けられた22時台のワイド番組である。地元近畿圏で活動する女性タレントがパーソナリティに起用された。ただ、それまでの10分番組の一部はそのまま22時台で継続され、その合間を生出演するパーソナリティが生コーナーやトークでつなぐブロックワイド（コンプレックス）の形式で放送されていた。
1982年4月5日からスタート時間が一時間早くなって21:00となり、枠も2時間に拡大して『ABC星空ワイド』に改題。この時から、内容も生出演のパーソナリティのパートやコーナー、自社制作の部分が増加した。ナイターシーズン中はナイター中継直後の放送となったため、この期間中は番組冒頭は当日のナイターのフォロー及び情報、当日の夕刊からの話題で始まるようになった。
1982年10月4日からそれまで近畿広域圏においてはラジオ大阪で放送されていた『青春キャンパス』が朝日放送での放送に移行、月曜〜金曜の22:30〜23:00の枠で放送を開始したため本番組は22:30までに短縮、本番組からヤンリクにダイレクトにつなげられる体制ではなくなった。なお、この1982年10月から本番組は「キー・スタジオ」での生放送に移行した。

## 放送時間
ABCラジオ10
- 月曜〜金曜 22:00〜23:00 （1981年10月5日〜1982年4月2日）

ABC星空ワイド
- 月曜〜金曜 21:00〜23:00 （1982年4月5日〜1982年10月1日）
- 月曜〜金曜 21:00〜22:30 （1982年10月4日〜1983年10月7日）

## パーソナリティ
- 尾崎智子 （愛称・レオ）[6]
  - ラジオ10から星空ワイドにかけての1981年10月5日〜1982年9月29日の間は月・火・水 → 1982年10月4日から1983年10月7日まで月・水・金[7][8][9]
- 川田恵子 （愛称・キャンディ）[6]
  - ラジオ10から星空ワイドにかけての1981年10月8日〜1982年10月1日、木・金[7][8]
- 片岡桜子 （愛称・さくら子）[5]
  - 1982年10月5日から1983年10月6日まで、火・木[9]

## コーナー
※以下はいずれも1981年10月（ラジオ10）〜1982年9月（星空ワイド）当時
- ナイター情報（フォロー）・夕刊からの話題[3]
- レオの新曲情報 （月曜）[10][8]
- レオの部屋 （火曜）[10][8]
  - 人気のアイドルやタレントをゲストに招いてのトーク。ゲストの隠れた表情などを引き出していた[6]。なお、ゲストが入らない日はリスナーからのはがきの紹介の時間となっていた[11]。
- レオのブック&マガジン[10] → レオのミュージック&マガジン （水曜）[8]
- キャンディの新曲情報 （木曜）[10][8]
- キャンディのレジャー情報 （金曜）[10][8]
- クイズコーナー （賞金は毎日5000円が用意されていた。）[3]
- プレ・ヤンリクコーナー （当日のABCヤングリクエストの予告編的なコーナー。）[3]

## 内包番組
「ラジオ10」時代
- オリエント・サウンド・エクスプレス （岩崎良美、文化放送制作）
- 鈴木雅之 ドキドキやるしかNight! （ニッポン放送制作）
- ひかる一平 恋のサインはSHE-SAYS-DO! （ニッポン放送制作）
- 拝啓!青春諸君 （ニッポン放送制作）

「星空ワイド」時代
- キャニオン 歌のホットライン （ABC自社制作）
- 胸キュン久美子とパープリン （山下久美子、1982年9月まで）
- 松任谷由実 ユーミン・ランド （文化放送制作、1982年10月〜1983年4月）
- エミ子の長いつきあい （TBSラジオ制作の番組と同じタイトルであるが、内容はABC芝公園スタジオで収録されたABC独自のもの。1982年10月1日まで）
- るみと久実の長いつきあい （1982年10月4日から。TBSラジオのものとは内容が異なる企画ネット番組）
- スポーツ・パレード
- ニュース
- オリエント・サウンド・エクスプレス （文化放送制作）
- 坂田明のほとんど天才! （ニッポン放送制作、1982年4月〜1982年9月）
- 川島なお美 おもしろソーダ （ニッポン放送制作、1982年10月〜1983年3月）
- 拝啓!青春諸君 （ニッポン放送制作）
- 好きさ好きさ好きさ （ニッポン放送制作、1983年1月〜1983年4月）